# 多和田悟
多和田 悟（たわだ さとる、1952年 - ）は日本の盲導犬訓練士。その半生は『盲導犬クイールの一生』のモデルともなった。

## 経歴
中国湖南省生まれ。滋賀県近江八幡市で育つ。近江兄弟社小学校を経て、青山学院大学文学部神学科中退。
1974年、日本盲導犬協会の小金井訓練センターで訓練士となる。1982年、関西盲導犬協会訓練部長、オーストラリアクイーンズランド盲導犬協会などで訓練責任者。2004年から日本盲導犬協会で訓練士指導を始める。日本で唯一の国際盲導犬連盟査察員（2018年5月時点）。
全日本視覚障害者協議会理事、日本盲導犬協会常勤理事、同協会盲導犬育成統括責任者。

## 著書
- 『クイールを育てた訓練士』文藝春秋、2003年
- 『クイール流 愛犬のしつけ方』実業之日本社、2004年
- 『犬と話をつけるには』文藝春秋、2006年

## 関連書籍
- 茂木健一郎、NHKプロフェッショナル制作班編集『プロフェッショナル 仕事の流儀 多和田悟 盲導犬訓練士 イヌは人生のパートナー』NHK出版、2014年